# Montaguto
Montaguto é uma comuna italiana da região da Campania, província de Avellino, com cerca de 577 habitantes. Estende-se por uma área de 18 km², tendo uma densidade populacional de 32 hab/km². Faz fronteira com Greci, Orsara di Puglia (FG), Panni (FG), Savignano Irpino.

## Demografia
| Variação demográfica do município entre 1861 e 2011                               |
|                                                                                   |
| Fonte: Istituto Nazionale di Statistica (ISTAT) - Elaboração gráfica da Wikipedia |